# Mazzè
Mazzè (Massè in piemontese, anche famoso come Mazzè Canavese) è un comune italiano di 4 299 abitanti della città metropolitana di Torino in Piemonte, attraversato dal fiume Dora Baltea.
Centro noto per l'antico castello situato sul Colle di San Michele ed affacciato sull'ampia ansa della Dora Baltea che scorre ai piedi della rupe.

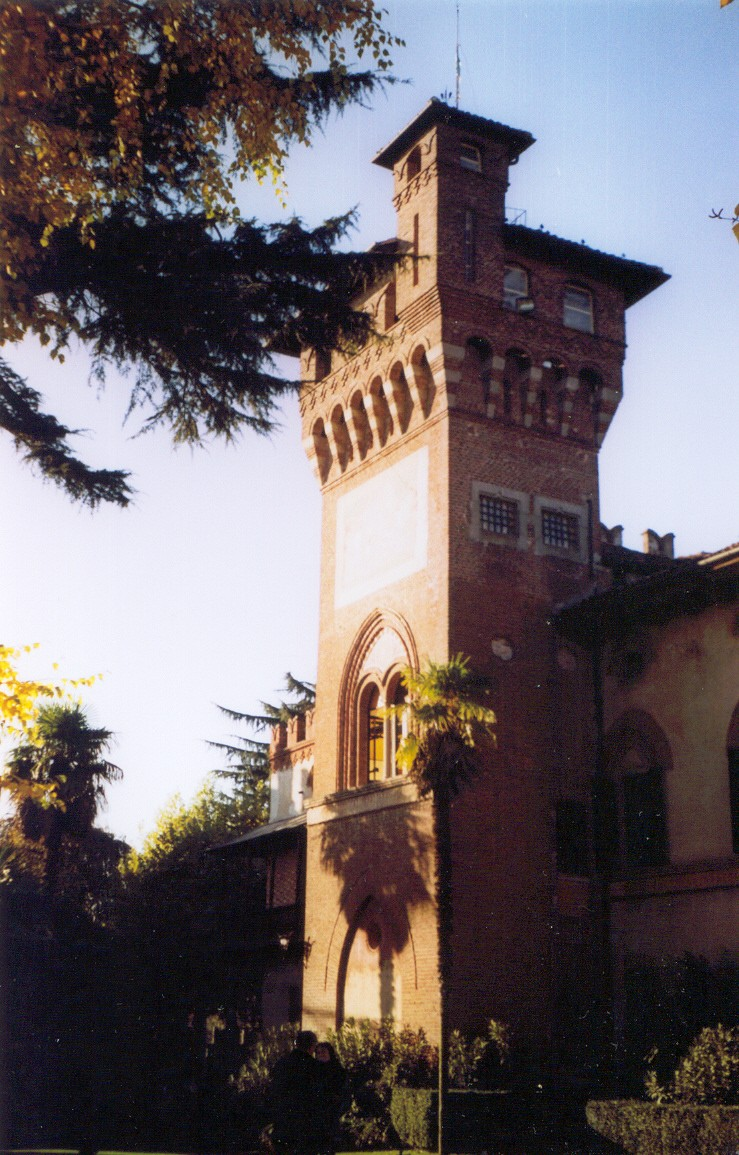
Il castello di Mazzè

## Origini del nome
Il toponimo della località posta ai confini occidentali del Canavese ha origini ancora da chiarire e due sono al momento le possibili ipotesi:
- La prima è legata al ritrovamento nella pavimentazione della chiesetta dedicata ai Santi Lorenzo e Giobbe, antica parrocchiale di Mazzè, di una lapide funeraria di epoca imperiale dedicata a un Seviro (il sevirato rappresentava una sorta di carica municipale (magistratura), nell'ambito del culto legato all'imperatore), Macionis è il nome che si legge sulla lapide, che avrebbe fornito, con le varie modifiche maturate nel tempo, la base all'attuale denominazione del luogo
- La seconda ipotesi sposterebbe l'origine del nome all' epoca celtica: infatti gli antichi abitanti del territorio prima dell'arrivo dei Romani erano di origine celto-ligure ed il vocabolo celtico sarebbe stato Mattiacu.

Giandomenico Serra, studioso di cultura e tradizioni canavesane nonché glottologo nel suo libro Contributo toponomastico alla Descrizione delle Vie Romane e Romee nel Canavese confermerebbe questa teoria, facendo derivare il termine da Mattiaca, la divinità celtica della guerra e dell'oltretomba e signora dei guadi, nota in Irlanda con l'appellativo di Mórrígan (nome a noi noto nella traduzione di "Morgana"). 
A sostenere tale teoria vi è anche il fatto che a Mazzè vi era in antico l'unico guado praticabile sulla Dora Baltea verso la pianura vercellese, a meno di non voler transitare da Ivrea proseguendo poi verso il lago di Viverone.

## Storia
Il territorio era già frequentato in epoca preistorica, come dimostra il ritrovamento avvenuto nel 1988 del menhir di Mazzè, risalente ad un periodo intorno al 1600 a.C.

### Simboli
Lo stemma è stato concesso con R.D. del 1º marzo 1935.
Il gonfalone è un drappo di azzurro.

## Monumenti e luoghi di interesse
- Castello di Mazzè
- Chiesa parrocchiale dei Santi Gervasio e Protasio, sulla piazza antistante il castello
- Chiesa di San Rocco
- Cappella di San Michele Arcangelo, detta "del Diavolo", nella via omonima
- Menhir di Mazzè, nella piazza del Municipio

## Società

### Evoluzione demografica
Abitanti censiti

## Geografia antropica
Comprende le frazioni Barengo, Casale e Tonengo. Il territorio è suddiviso in due parrocchie della diocesi di Ivrea: Santi Gervasio e Protasio (Mazzè capoluogo e frazione Barengo per un totale di circa 1 800 parrocchiani) e San Francesco d'Assisi (frazioni Tonengo e Casale per un totale di circa 2 400 parrocchiani).

## Amministrazione
Di seguito è presentata una tabella relativa alle amministrazioni che si sono succedute in questo comune.
| Periodo          | Periodo         | Primo cittadino        | Partito                          | Carica  | Note  |
| ---------------- | --------------- | ---------------------- | -------------------------------- | ------- | ----- |
| 3 luglio 1985    | 18 giugno 1990  | Roberto Piatti         | -                                | Sindaco | [ 7 ] |
| 18 giugno 1990   | 2 febbraio 1993 | Roberto Piatti         | Partito Socialista Italiano      | Sindaco | [ 7 ] |
| 13 febbraio 1993 | 24 aprile 1995  | Bruno Carlo Vittonatto | -                                | Sindaco | [ 7 ] |
| 24 aprile 1995   | 14 giugno 1999  | Bruno Carlo Vittonatto | centro-sinistra                  | Sindaco | [ 7 ] |
| 28 giugno 1999   | 14 giugno 2004  | Bruno Carlo Vittonatto | centro-sinistra                  | Sindaco | [ 7 ] |
| 14 giugno 2004   | 8 giugno 2009   | Teresio Comerro        | lista civica                     | Sindaco | [ 7 ] |
| 8 giugno 2009    | 26 maggio 2014  | Teresio Comerro        | lista civica                     | Sindaco | [ 7 ] |
| 26 maggio 2014   | 27 maggio 2019  | Marco Formia           | lista civica Tua la voce         | Sindaco | [ 7 ] |
| 27 maggio 2019   | 10 giugno 2024  | Marco Formia           | lista civica Guardando al futuro | Sindaco | [ 7 ] |
| 10 giugno 2024   | in carica       | Marco Formia           | lista civica Guardando al futuro | Sindaco | [ 7 ] |